# Abdel Medioub
Abdel Jalil Zaim Idriss Medioub (ur. 28 sierpnia 1997 w Marsylii) – algierski piłkarz francuskiego pochodzenia występujący na pozycji obrońcy we francuskim klubie Girondins Bordeaux oraz w reprezentacji Algierii. Wychowanek Olympique Marsylia, w trakcie swojej kariery grał także w takich zespołach, jak Cacereño, Don Benito, Recreativo Granada, Dinamo Tbilisi oraz Tondela.